# Colonia la Guadalupana, Morelos
Colonia la Guadalupana är en ort i Mexiko.   Den ligger i kommunen Atlatlahucan och delstaten Morelos, i den sydöstra delen av landet, 60 km söder om huvudstaden Mexico City. Colonia la Guadalupana ligger 1 586 meter över havet och antalet invånare är 194.
Terrängen runt Colonia la Guadalupana är kuperad norrut, men söderut är den platt. Runt Colonia la Guadalupana är det tätbefolkat, med 613 invånare per kvadratkilometer. Närmaste större samhälle är Cuautla Morelos, 13,3 km söder om Colonia la Guadalupana. Omgivningarna runt Colonia la Guadalupana är en mosaik av jordbruksmark och naturlig växtlighet.